# 콩코드 법학전문대학원
콩코드 법학전문대학원(Concord Law School)은 미국 로스앤젤레스 소재의 대학원이며 2007년 카플란 대학교와의 합병을 통해 카플란 대학교 (Kaplan University) 소속으로 되었다가, 2017년 퍼듀 대학교 (Purdue University)에 합병되어 그 소속이 되었다. 수업 및 교육과정을 온라인 상으로 진행하고 있다. 퍼듀대학교의 합병에 따라 콩코드 로스쿨은 기존의 사립 대학교 대학원에서 주립 대학교 대학원으로 변경되었다. 퍼듀 대학교는 2018년에 카플란대학교의 명칭을 퍼듀 대학교 글로벌 (Purdue University Global) 캠퍼스로 변경하였다. 이에 따라 콩코드 법학전문대학원의 명칭도 Concord Law School at Purdue University로 변경되었다.  

## 인가현황
미국의 지역인증 기관인 북중부대학교연합(NCA: North Central Association of Colleges and Schools)과 미국의 방송통신교육 국가인증 기관인 원격 교육 훈련 회의(DETC: Distance Education and Training Council)에 의해 인증을 받은 상태이다. 현재 국제법과대학연맹(International Association of Law Schools)에 소속되어 있다.

## 교육과정

### JD
92 학점 4년 과정으로 매년 22-24학점을 이수하고 48-52주 과정이다. 미국 캘리포니아주의 경우 비인가 법학대학원 졸업자가 4년 과정을 수료한 경우 변호사시험에 응시할 수 있다. 단 1학년을 마치고 예비시험인 First Year Law Student Exam(FYLSX)을 응시하여 합격해야 한다. 콩코드 법학전문대학원은 4년에 걸쳐 예비시험과 변호사시험을 준비하도록 고안되어 있다. 캘리포니아를 제외한 미국의 49개 주는 온라인 로스쿨이 수여한 학위를 인정하지 않기 때문에 변호사 시험 응시 자격이 주어지지 않는다. 과정 오리엔테이션인 Fundamentals, 예비시험 대비강좌인 Concord First과 Second Time Success, Capstone Program 등이 있다.  2012년 기준 분기별 약 36명의 JD와 EJD 27명, LLM과정 3명의 학생을 졸업시키고 있다.

### E.J.D.
72학점, 3년 과정이다.

### LL.M.
24학점 2년 과정인 소기업 전문법 석사과정을 운영하고 있다.

##### 1학년
- 계약법(필수)
- 불법행위법(필수)
- 형법(필수)

##### 2학년
- 형사소송법(필수)
- 헌법(필수)
- 재산법(필수)
- 민사소송법(필수)

##### 3학년
- 회사법(필수)
- 증거법(필수)
- 법조윤리(필수)
- 법률문서작성(필수)
- 법률정보조사(필수)
- 선택과목

##### 4학년
- 상속법(필수)
- 신탁법(필수)
- 공유재산법(필수)
- 구제법(필수)
- 실무기록작성법

##### 선택과목
- 국제통상법
- 지적재산권법
- 국제사법
- 계약서작성법
- 특허법
- 지적재산권법
- 의료법

## 시험 합격률

### 변호사시험 합격률
| 연도       | 첫회응시자 | 합격자 | 합격률 | 반복응시자 | 합격자 | 합격률 |
| ---------- | ---------- | ------ | ------ | ---------- | ------ | ------ |
| 2012년 2월 | 47         | 14     | 30%    | 78         | 13     | 17%    |
| 2011년 7월 | 32         | 9      | 28%    | 77         | 5      | 6%     |
| 2011년 2월 | 52         | 14     | 27%    | 67         | 15     | 22%    |

### Baby Bar시험 합격률
| 연도        | 첫회응시자 | 합격자 | 합격률 | 반복응시자 | 합격자 | 합격률 |
| ----------- | ---------- | ------ | ------ | ---------- | ------ | ------ |
| 2011년 10월 | 196        | 46     | 23.5%  | 74         | 21     | 28.4%  |
| 2011년 6월  | 237        | 49     | 20.7%  | 134        | 37     | 27.6%  |
| 2010년 10월 | 202        | 43     | 21.3%  | 94         | 23     | 24.5%  |

## 교육방법
직접 대면하는 교육방법이 아닌 인터넷 상 사이버 교육을 법학교육에 처음 도입한 것으로 유명하다. 수업은 교수의 오디오 음성과 채팅으로 진행되며 학생은 채팅을 통해 반응할 수 있다.

## 교수진
Barry Currier가 학장으로 2004년부터 있다.

## 파트너십
- 소기업 법률 석사과정을 운영중이다.

- 툴사로스쿨과 미국인디언법 석사과정을 개설했다.

## 같이 보기
- 방송통신대학교
- 미국사법시험

## 참고 문헌
- 환갑 나이에 변호사 시험 합격 쾌거 2010년 3월 24일 (수) 보관됨 2016-03-06 - 웨이백 머신
- 교실없는 학교, 온라인수업 인기 2006.08.[깨진 링크(과거 내용 찾기)]